# Klammer (Chirurgie)

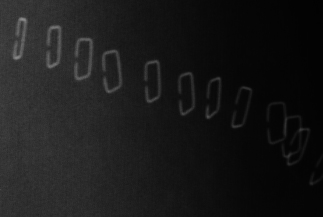
Röntgenbild von chirurgischen Klammern

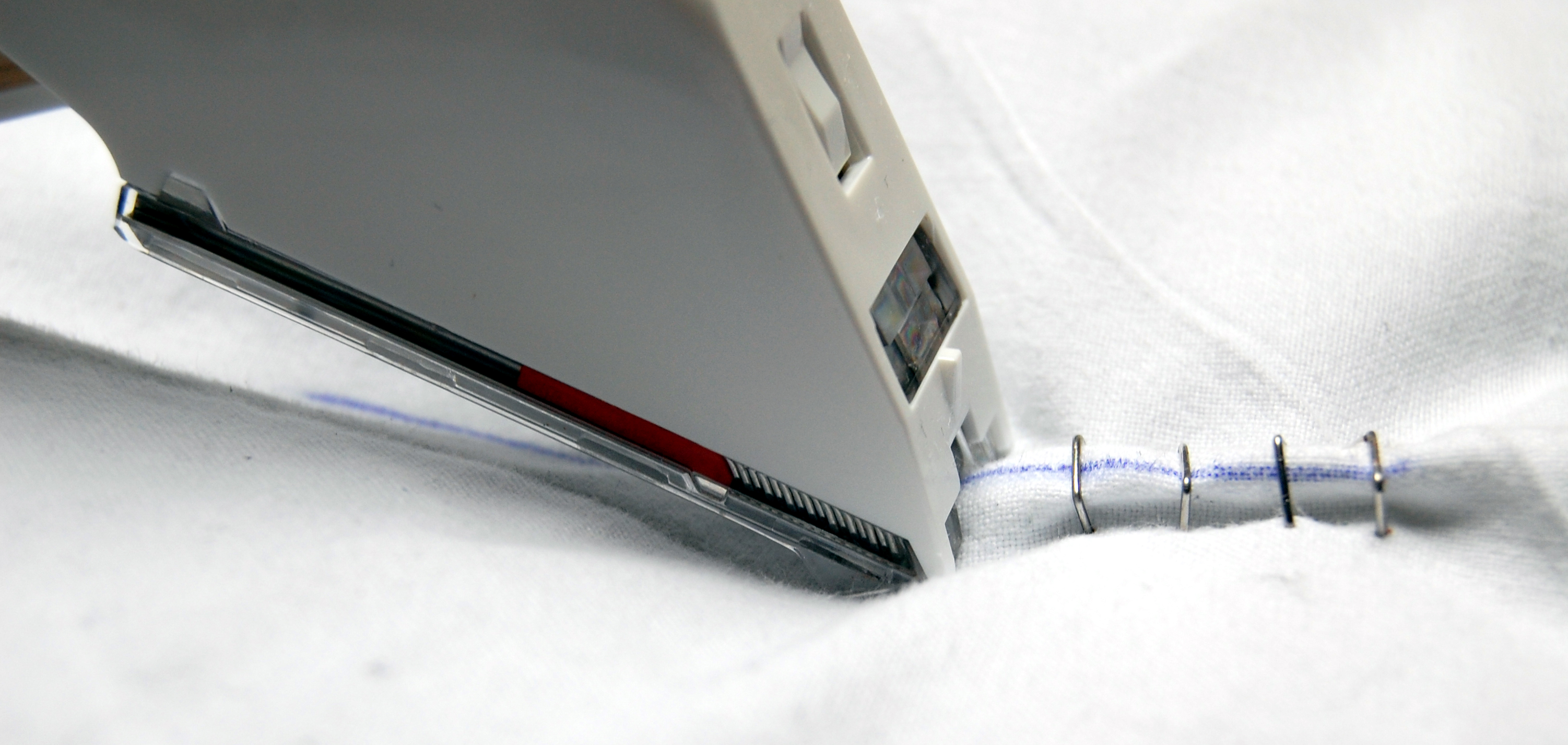
Klammergerät, zu Demonstrationszwecken an einem Kissen eingesetzt

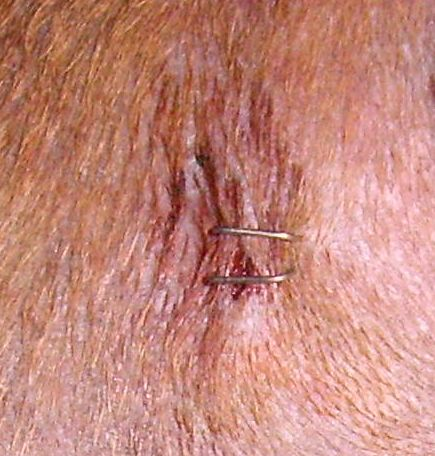
Zwei Klammern halten eine Bisswunde bei einem Hund zusammen

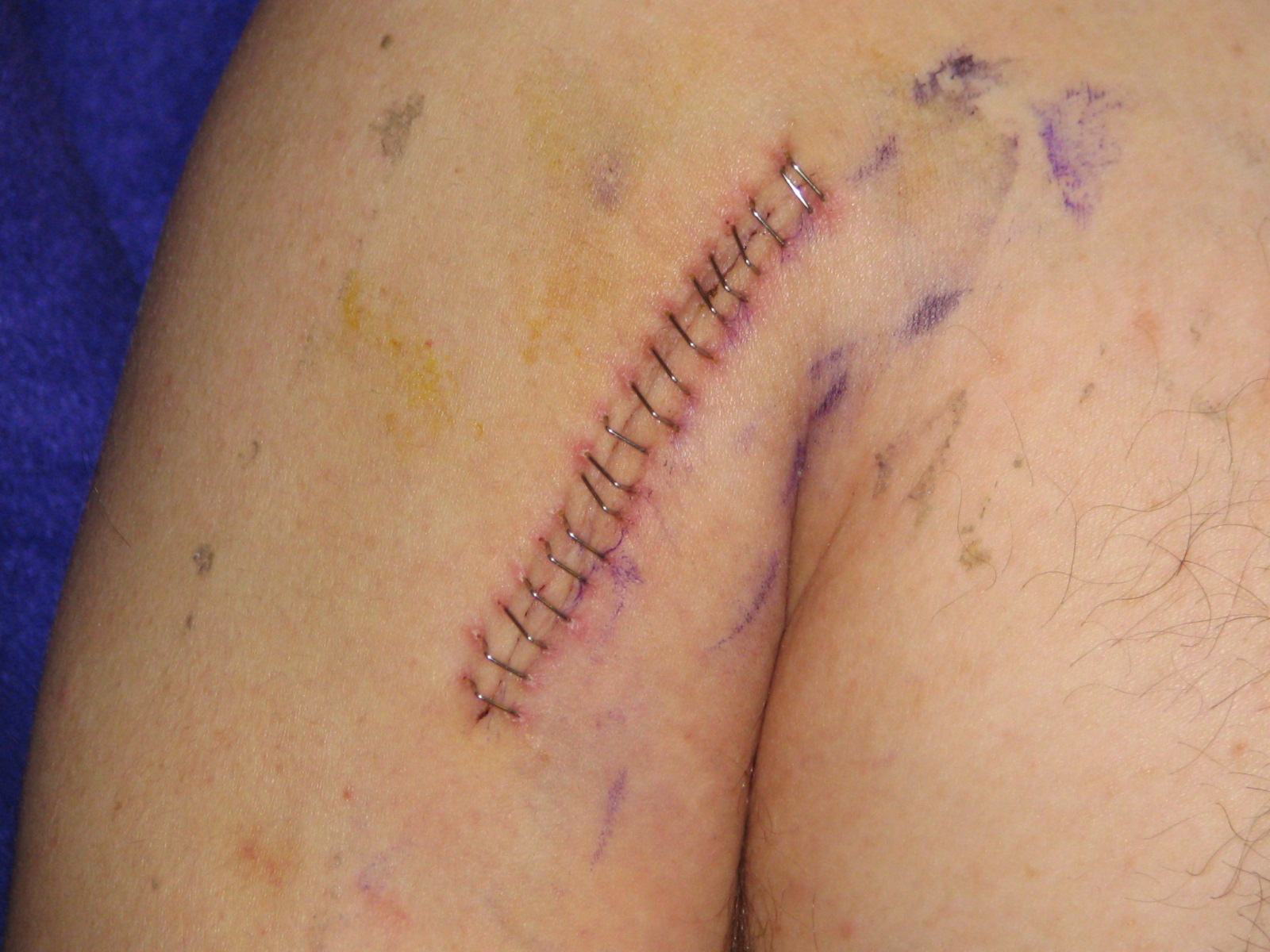
Eine Reihe von Klammern halten eine Wunde an einer Schulter zusammen

Eine chirurgische Klammer, auch Wundklammer genannt, wird verwendet, um Wundränder zusammenzufügen. Es kann sich um Wunden im Körperinneren (bei Operationen) oder z. B. Schnitt- oder Bisswunden nach ihrer Versorgung handeln. Die Klammerung ist eine der Alternativen zur chirurgischen Naht. Der Vorteil hierbei ist in erster Linie die reduzierte OP-Dauer. Diese medizinische Methode wurde von dem ungarischen Chirurgen Humer Hültl 1908 erfunden. Sein erstes Klammernahtgerät wog noch 3,6 kg und war für die Magenresektion erdacht.
Die chirurgische Klammer für die äußere Anwendung besteht aus korrosionsfreiem Stahl und ist im geschlossenen Zustand rechteckig, mit abgerundeten Ecken und verkürzten Enden, da die Enden das Gewebe nur festhalten und nicht wie ein Ring durchdringen sollen. Auch ein selbständiges Entgleiten der Klammer ist unerwünscht.
Klammern für die Anwendung im Körperinneren sind heutzutage ebenfalls aus korrosionsbeständigem Metall, da sie in der Regel nicht entfernt werden. Nur Klammern, die Darmenden zusammenfügen, können mit der Zeit auf natürlichem Wege ausgeschieden werden.
Es gibt auch patentierte Kunststoff-Klammern, die aus bioresorbierbarem Material bestehen, ähnlich den resorbierbaren Fäden für chirurgische Nähte.
Mit einem Hautklammergerät (engl. Stapler) (technisch ähnlich einem Tacker) werden beispielsweise Hautränder nach Desinfektion zusammengeführt und geklammert.
Zur Entfernung dieser Hautklammern wird ein Klammerentferner eingesetzt, der die Klammern  durch Druck auf deren Mitte biegt und damit ihre Seiten nach oben aus der Haut heraus bewegt. Die Form danach ist am ehesten M-förmig, die beiden Schenkel des Ms stehen rechtwinklig zur Haut und die Klammern werden so nach oben herausgezogen.